# آنا چیه‌پیلفسکا
آنا چیه‌پیلفسکا (لهستانی: Anna Ciepielewska؛ ۷ ژانویه ۱۹۳۶ – ۲۰ مهٔ ۲۰۰۶) بازیگر اهل لهستان بود.

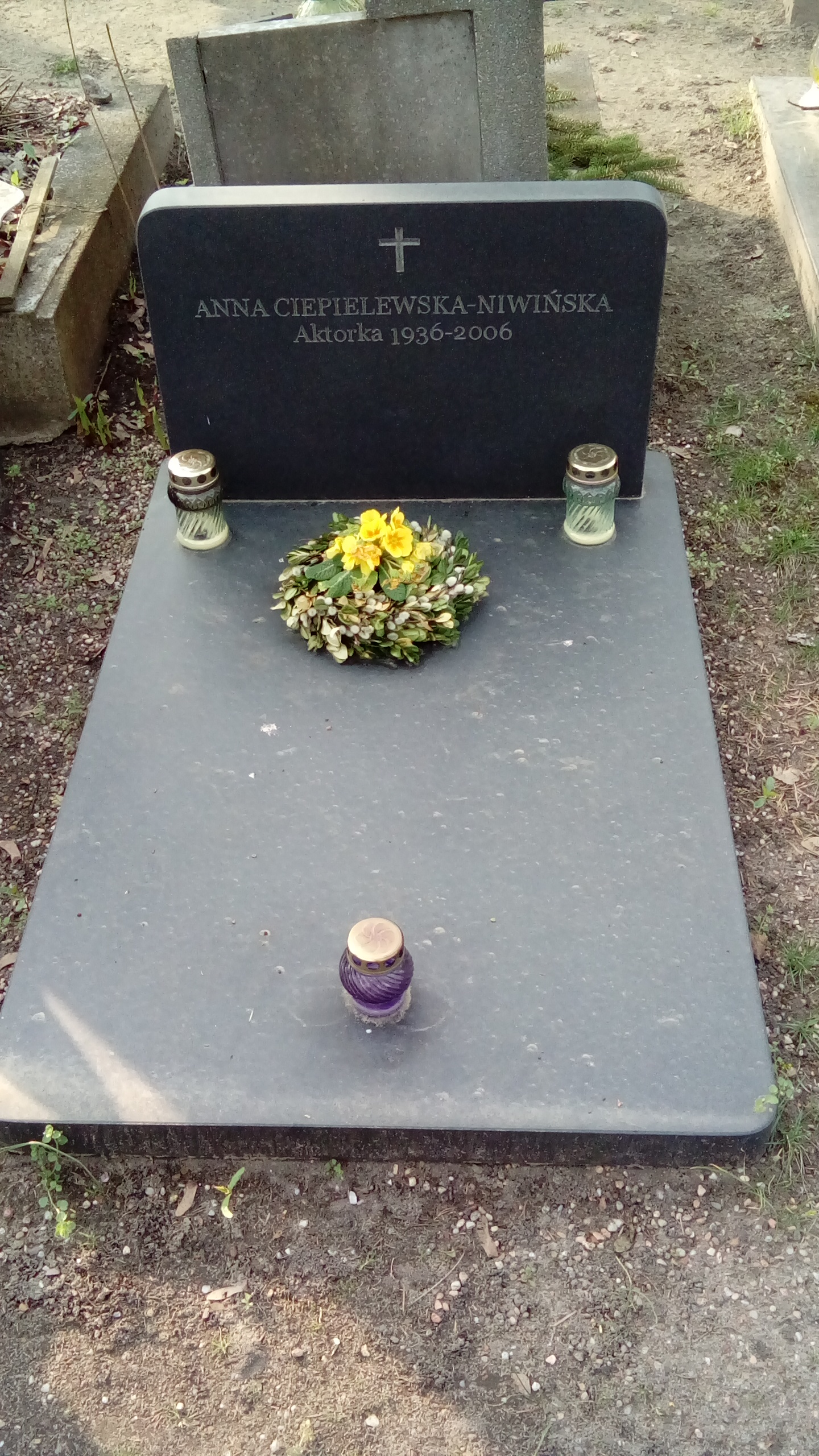
قبر آنا چیه‌پیلفسکا در ورشو لهستان

از فیلم‌ها یا مجموعه‌های تلویزیونی که وی در آن‌ها نقش داشته‌است، می‌توان به پنج، ترانه عاشقانه‌ای برای یانوشک، مادر یوآنای فرشتگان، سه گام روی زمین و سرنشین اشاره نمود.